# Auma-Weidatal
Auma-Weidatal är en stad i Landkreis Greiz i förbundslandet Thüringen i Tyskland.
Kommunen bildades den 1 december 2011 genom en sammanslagning av de tidigare kommunerna Braunsdorf, Göhren-Döhlen, Staitz och Wiebelsdorf med staden Auma.